# Primera batalla de Vailele
La primera batalla de Vailele ocurrió el 18 de diciembre de 1888 en la plantación alemana de Vailele, Samoa. Dieciséis infantes de marina alemanes fueron emboscados y asesinados por fuerzas leales a Mata'afa Iosefo.
Fue erigido un monumento a los alemanes muertos en la batalla en una ceremonia presidida por el comandante del crucero sin protección  Sperber.